# Anna Schulz Lessig

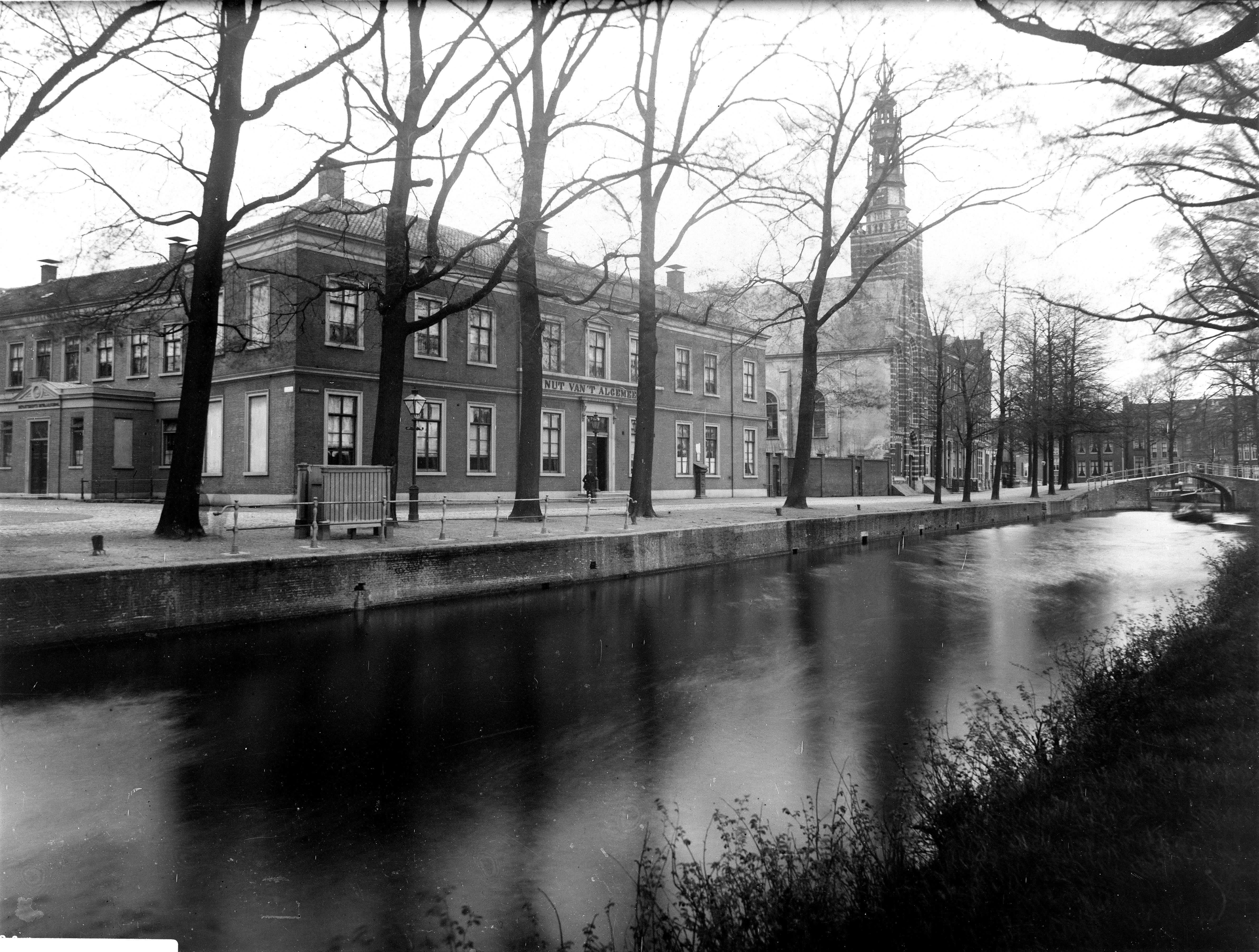
Steenschuur 21 Gebouw van Maatschappij tot Nut van ’t Algemeen, waarin de muziekschool gevestigd was (rond 1900)

Anna Schulz-Lessig (Halle (Saale), 20 april 1850 – Leiden, 1 december 1884) was een Nederlands pianiste van Duitse komaf.
Ze kreeg haar opleiding aan het conservatorium in Leipzig (1864-1867) en werd onderwijzeres te Altenburg. Vanaf augustus 1872 was ze werkzaam als pianolerares aan de muziekschool van de Maatschappij tot Bevordering der Toonkunst te Leiden aan de Steenschuur in het gebouw van de Maatschappij tot Nut van 't Algemeen. In Leiden en omstreken trad ze ook op als soliste dan wel was ze onderdeel van een kamermuziekensemble. Vanaf 1881 gaf ze nog meer les en wel aan de normaalschool in Leiden.
Ze overleed ongehuwd, al tijden ziek, bij een bevriend echtpaar Van Loghem, nadat ze in een Leids ziekenhuis geopereerd was. De operatie was wel geslaagd, maar ze overleed in de periode vlak daarna.

Haar naam en faam reikte tot minstens 1990 wanneer zij wordt genoemd in de brochure Eeuwige rust aan de Groenesteeg uitgegeven bij de restauratie van Begraafplaats Groenesteeg dan gemeentelijk monument. Ze werd namelijk in eerste instantie begraven in een familiegraf van Van Loghem op Groenesteeg, een jaar later gevolgd door een stele. Ze werd weer later herbegraven in een eigen graf bekostigd door Adrianus Jacobus Wetrens, die op 19 september 1899 aldaar werd bijgezet. Het Leidsch Dagblad van 8 juli 1991 (pagina 7 rubriek De tijd van toen), had het over 
Twee muzikale vrienden verenigd in de dood”
Bij haar graf wordt op jaarlijks op 8 september nog een hommage gebracht aan de pianiste en wel door het studentenkoor van Sempre Crescendo; zowel Schulz Lessig als Wetrens (hij was er dirigent) begeleidden dat koor in hun periode.